# William Charles Lambe
William Charles Lambe (1877,  Londres, Inglaterra - Inglaterra, Hastings, St. Leonards-on-Sea, agosto de 1951) más conocido como Billy Lambe, fue un futbolista y entrenador inglés de comienzos del siglo XX. Jugaba como mediocampista. Se conoce por ser el 1.° entrenador del F.C. Barcelona.

## Trayectoria
Billy Lambe jugaba al fútbol y al cricket en clubes tales como Swanscome Tigers F.C., Woolwich Arsenal y Tunbridge Wells Rangers. 
En enero de 1912, asume como entrenador del F.C. Barcelona a la edad de 35 años. Juega su primer partido oficial con el Barça el 14 de enero de 1912 frente a Numància en el Campeonato de Cataluña y su último partido oficial el 10 de marzo de 1912 frente al Real Club Deportivo en la Copa de los Pirineos.
Al parecer fue el primer extranjero a cobrar un salario del Club, lo que se explica porque actuaba de jugador-entrenador. Según los últimos estudios históricos, Lambe fue el primer entrenador oficial del Barcelona.

## Clubes

### Como jugador
| Club                    | País       | Años        |
| ----------------------- | ---------- | ----------- |
| Swanscome Tigers F.C.   | Inglaterra | Desconocido |
| Woolwich Arsenal        | Inglaterra | Desconocido |
| Tunbridge Wells Rangers | Inglaterra | Desconocido |

### Como entrenador
| Club           | País   | Año  |
| -------------- | ------ | ---- |
| F.C. Barcelona | España | 1912 |

## Palmarés

### Como entrenador
| Torneo               | Club           | País   | Año  |
| -------------------- | -------------- | ------ | ---- |
| Copa de los Pirineos | F.C. Barcelona | España | 1912 |